# Düsseldorf
Düsseldorf (AFI: ˈdusseldɔrf; in tedesco AFI: [ˈdʏsl̩dɔɐ̯f], ; in basso tedesco Düsseldörp, AFI: [ˈdʏsl̩dœɐ̯p]) è una città extracircondariale della Germania, capitale del Land della Renania Settentrionale-Vestfalia. Situata sulle rive del Reno, è a circa 40 km a nord di Colonia e a circa 20 km a sud della regione della Ruhr. La città, dopo Colonia, è la seconda del Land e la settima dell'intera Germania e conta 619 477 abitanti. Situata al centro della regione metropolitana Reno-Ruhr e al centro dell'area economica europea, Düsseldorf fa parte, dopo Francoforte sul Meno, Berlino, Amburgo e Monaco, dei cinque centri più intrecciati e più importanti per quanto riguarda l'economia, il traffico, la cultura e la politica tedesca.
La città è nota per essere un polo fieristico ed è sede di parecchie aziende quotate in borsa, fra cui la Uniper e la Henkel che appartengono anche al DAX 30, il più importante indice della Borsa di Francoforte. Il volume d'affari di Düsseldorf è il più alto della Germania negli ambiti della moda, pubblicità, revisione contabile, consulenza legale e consulenza aziendale; è anche importante per le banche e la borsa. L'aeroporto di Düsseldorf è il punto nodale internazionale del Land Renania Settentrionale-Vestfalia.
La metropoli possiede due porti interni ed è sede di alcune università, tra cui la famosa accademia d'arte e l'Università Heinrich-Heine. È nota in tutta la regione per l'elegante boulevard Königsallee, il centro storico, il carnevale e la squadra di calcio Fortuna Düsseldorf. Una moltitudine di musei, gallerie e il lungofiume attirano tanto abitanti quanto turisti.

## Geografia fisica

### Territorio
Düsseldorf si trova al centro del bacino del basso Reno, dove il delta del Düssel confluisce nel Reno. La città si trova sulla sponda orientale del Reno, ad eccezione del distretto 4 (Oberkassel, Niederkassel, Heerdt e Lörick). Dall'altra parte del Reno, la città di Neuss sorge sul delta dell'Erft. Düsseldorf si trova a sud-ovest dell'area urbana della Ruhr e al centro della regione metropolitana Reno-Ruhr.
Düsseldorf è costruita interamente su terreni alluvionali, fango, sabbia, argilla e occasionalmente ghiaia. Il punto più alto di Düsseldorf è la cima del Sandberg, nell'estrema parte orientale della città (quartiere di Hubbelrath), a 165 metri. Il punto più basso si trova all'estremità settentrionale del quartiere di Wittlaer, dove lo Schwarzbach entra nel Reno, con un'altitudine media di 28 metri.

### Clima
La città ha un clima oceanico (Köppen: Cfb, mite rispetto alla Germania dell'Est). Come il resto della Bassa Renania, Düsseldorf vive inverni moderati con poche nevicate ed estati da miti a calde. La temperatura media annua è di 11,0 °C con precipitazioni medie annue di 751 mm. La direzione dominante del vento è da ovest con velocità comprese tra 3 e 4 m/s, con raffiche di 3,5 -4,8 m/s (8-10,7 mph). Il vento è calmo (definito come inferiore a 2 m/s o 4,5 mph) circa il 35% del tempo, più frequentemente di notte e in inverno.
| Düsseldorf          | Mesi | Mesi | Mesi | Mesi | Mesi | Mesi | Mesi | Mesi | Mesi | Mesi | Mesi | Mesi | Stagioni | Stagioni | Stagioni | Stagioni | Anno |
| Düsseldorf          | Gen  | Feb  | Mar  | Apr  | Mag  | Giu  | Lug  | Ago  | Set  | Ott  | Nov  | Dic  | Inv      | Pri      | Est      | Aut      | Anno |
| ------------------- | ---- | ---- | ---- | ---- | ---- | ---- | ---- | ---- | ---- | ---- | ---- | ---- | -------- | -------- | -------- | -------- | ---- |
| T. max. media (°C)  | 5,6  | 7,1  | 11,1 | 15,2 | 19,4 | 22,2 | 24,4 | 23,9 | 19,9 | 15,1 | 9,6  | 6,1  | 6,3      | 15,2     | 23,5     | 14,9     | 15,0 |
| T. min. media (°C)  | 1,2  | 1,5  | 3,3  | 5,4  | 9,3  | 12,0 | 14,4 | 14,1 | 11,2 | 8,2  | 4,7  | 2,0  | 1,6      | 6,0      | 13,5     | 8,0      | 7,3  |
| Precipitazioni (mm) | 60   | 56   | 53   | 48   | 58   | 72   | 77   | 76   | 93   | 61   | 65   | 69   | 185      | 159      | 225      | 219      | 788  |

## Storia

### Storia antica
Quando l'Impero romano stava rafforzando la sua posizione in tutta Europa, alcune tribù germaniche si tenevano strette in un territorio paludoso al largo delle rive orientali del Reno. L'area di Düsseldorf sulla riva destra del Reno apparteneva alla regione della tribù germanica dei Tencteri dopo circa il 100 d.C.. In epoca romana, la zona di Düsseldorf sulla riva sinistra del Reno si trovava nell'entroterra di centri e basi militari romani come Dormagen/Durnomagus e soprattutto Neuss/Novaesium. Ampie zone della riva sinistra e poi anche di quella destra del Reno erano relativamente densamente popolate da fattorie (le cosiddette villae rusticae), che servivano a rifornire i centri. 
L'ultima testimonianza di epoca romana relativa all'area di Düsseldorf risale al 388 In quel periodo si verificò un'invasione dei Franchi in Gallia, sulla riva sinistra del Reno. Durante la loro ritirata, i Franchi furono sconfitti dal generale romano Nannieno.
Nel VII e nell'VIII secolo, nel punto in cui il piccolo fiume Düssel confluisce nel Reno, si potevano trovare alcuni insediamenti agricoli o di pescatori. È da questi insediamenti che è nata la città di Düsseldorf.

### Medioevo

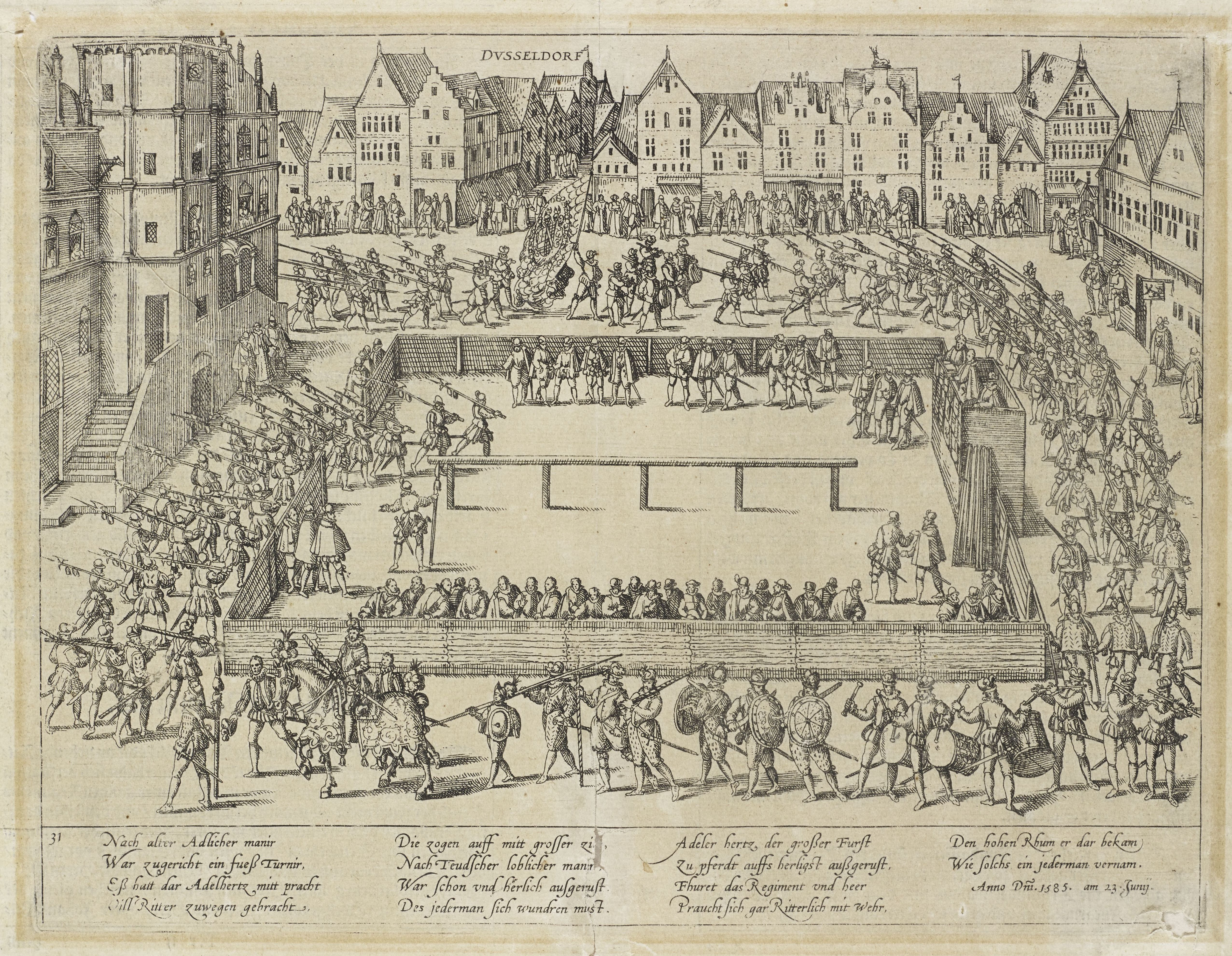
Giostra medievale in piazza a Düsseldorf

Come in Alpen e Kalkar, ad esempio, la città medievale di Düsseldorf fu fondata nel 1288 nelle vicinanze degli antichi insediamenti altomedievali, ma non emerse direttamente da uno di questi vecchi insediamenti come nuova fondazione. 
Dal punto di vista politico, l'area intorno a Düsseldorf apparteneva originariamente al regno di Lotario I, il cosiddetto Francia Media, dopo la divisione dell'impero franco nel trattato di Verdun nel 843. Dopo il suo crollo, l'area apparteneva alla Bassa Lorena. Verso la fine del primo millennio, l'area passo sotto il controllo definitivo al regno dei Franchi orientali.
All'interno dei suddetti domini merovingio-carolingi, l'area fu sotto il dominio del conte palatino Azzo di Lotaringia (955-1034) nella prima metà dell'XI secolo. Attraverso i suoi successori, passò sotto l'influenza dei Nobili di Berg, i successivi Conti e Duchi di Berg, fino al 1148. Ma la prima menzione scritta della città come Düsseldorf risale al 1135.
Sotto l'imperatore Federico Barbarossa, la piccola città di Kaiserswerth, a nord di Düsseldorf, divenne un avamposto ben fortificato, dove i soldati tenevano d'occhio ogni movimento sul Reno. Nel 1929 Kaiserswerth divenne un sobborgo di Düsseldorf.
Nel 1186, Düsseldorf passò sotto il dominio dei duchi di Berg. Il 14 agosto 1288 è una delle date più importanti nella storia di Düsseldorf, il giorno in cui il sovrano conte Adolfo V di Berg concesse i privilegi di città al villaggio sulle rive del Düssel. Prima di allora si era svolta una sanguinosa lotta per il potere tra l'arcivescovo di Colonia e i suoi alleati, schierati contro il conte di Berg e altre potenze locali, culminata nella Battaglia di Worringen. Le forze dell'arcivescovo di Colonia furono annientate da quelle del conte di Berg, sostenute da cittadini e contadini di Colonia e Düsseldorf, aprendo la strada all'elevazione di Düsseldorf al rango di città, oggi ricordata da un monumento sulla Burgplatz.
Dopo questa battaglia, i rapporti tra Colonia e Düsseldorf si deteriorarono, perché erano rivali sul piano commerciale; si dice spesso che tra i cittadini di Colonia e di Düsseldorf ci sia una sorta di ostilità. Oggi trova espressione soprattutto in forma umoristica (soprattutto durante il Carnevale renano) e nello sport.
Nel 1380, i duchi di Berg trasferirono la loro sede in città e Düsseldorf divenne capitale regionale del Ducato di Berg. Nei secoli successivi furono costruiti diversi monumenti famosi, tra cui la Collegiata di San Lamberto. Nel 1609, la linea ducale dei ducati uniti di Jülich-Cleves-Berg si estinse e, dopo una violenta lotta per la successione, Jülich e Berg passarono ai conti Wittelsbach del Palatinato-Neuburg, che fecero di Düsseldorf il loro domicilio principale, anche dopo aver ereditato l'Elettorato del Palatinato, nel 1685, diventando ora Principi Elettori.

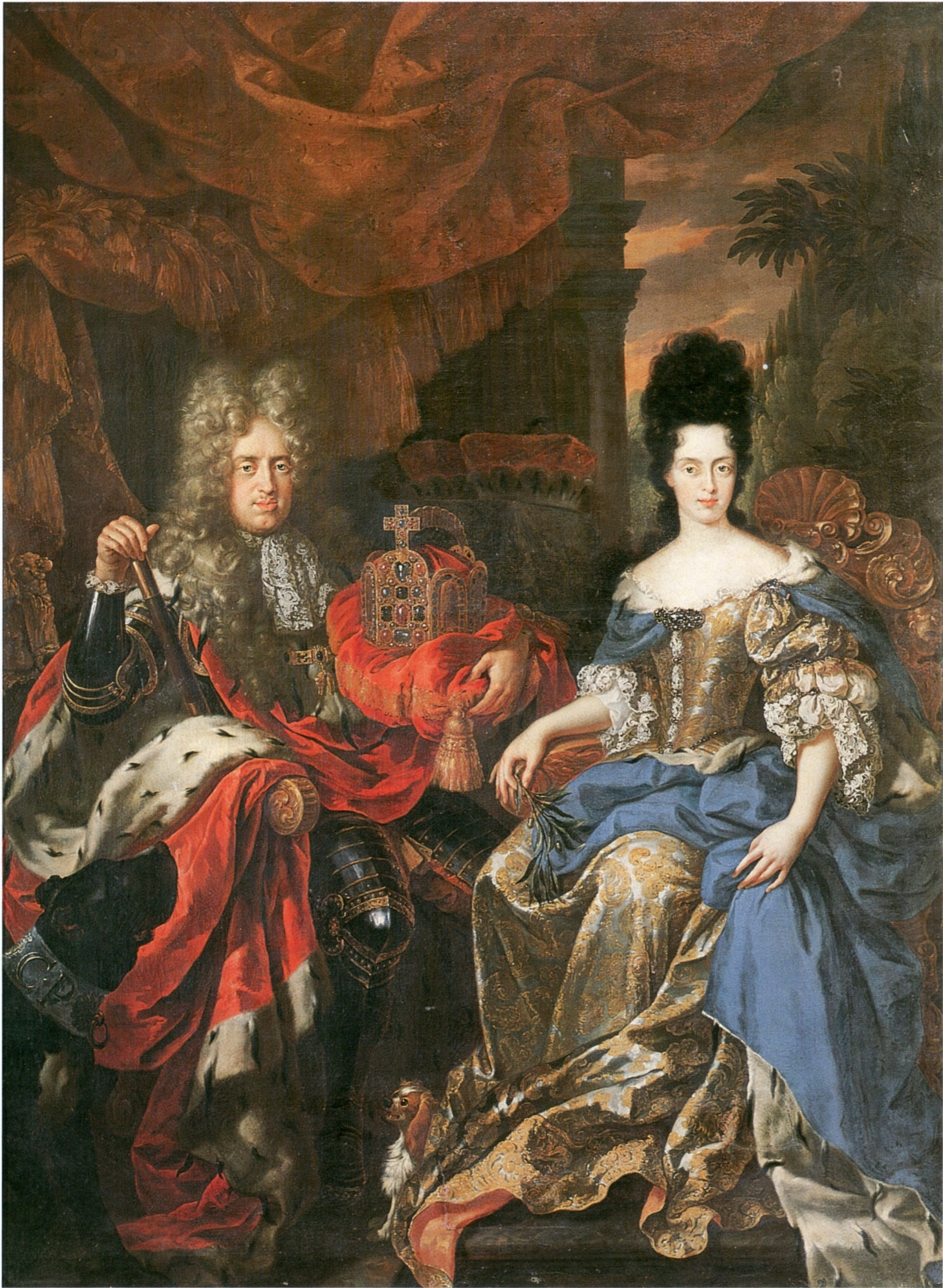
Ritratto doppio di Giovanni Guglielmo e di Anna Maria Luisa de' Medici, opera di Jan Frans von Douven

### Età moderna
Sotto il regno di Giovanni Guglielmo II (1690-1716), amante dell'arte, nello Stadtschloss (castello della città) fu allestita una vasta galleria d'arte con un'ampia selezione di dipinti e sculture. La seconda moglie di Giovanni Guglielmo fu Anna Maria Luisa Medici, che soggiornò nella città tedesca fino alla morte del marito. La coppia divenne famosa per l'appoggio dato alle arti, dando lustro e rinomanza alla corte del Palatinato. Dopo la morte Di Giovanni Guglielmo, la città cadde nuovamente in difficoltà, soprattutto dopo che l'Elettore Carlo Teodoro ereditò la Baviera e trasferì il tribunale elettorale a Monaco. Con lui portò la collezione d'arte, che divenne parte dell'attuale Alte Pinakothek di Monaco.
Alla fine del XVIII secolo, Düsseldorf era una piccola città barocca e capitale del Ducato di Berg. In seguito al trattato di Lunéville, il duca fece rimuovere le fortificazioni di Düsseldorf, che si rivelarono utili per un piano urbanistico più generoso.
In seguito alle guerre napoleoniche la città conobbe un periodo di povertà dal quale non si riprese fino alla metà del XIX secolo, grazie alla forte crescita economica dovuta alla rivoluzione industriale.

### Età contemporanea
Durante la Prima Guerra Mondiale il Royal Naval Air Service (RNS) intraprese le prime missioni di bombardamento strategico dell'Intesa il 22 settembre 1914, quando bombardò le basi degli Zeppelin a Düsseldorf.
Nel 1920, Düsseldorf divenne il centro dello sciopero generale nato dalla resistenza al Putsch di Kapp. Il 15 aprile 1920, 45 delegati dell'Unione Minatori Tedeschi furono assassinati dai Freikorps.
Durante la Seconda guerra mondiale, Düsseldorf fu sede di una prigione nazista con diversi sottocampi di lavoro forzato, cinque sottocampi del campo di concentramento di Buchenwald per prigionieri prevalentemente polacchi e sovietici, ma anche francesi, olandesi, belgi, cechi, italiani, jugoslavi, e un campo per sinti e romaní. Il rabbino della comunità ebraica di Düsseldorf fuggì nei Paesi Bassi e morì nel campo di concentramento di Auschwitz nel 1943.

## Cultura

### Fiere ed eventi

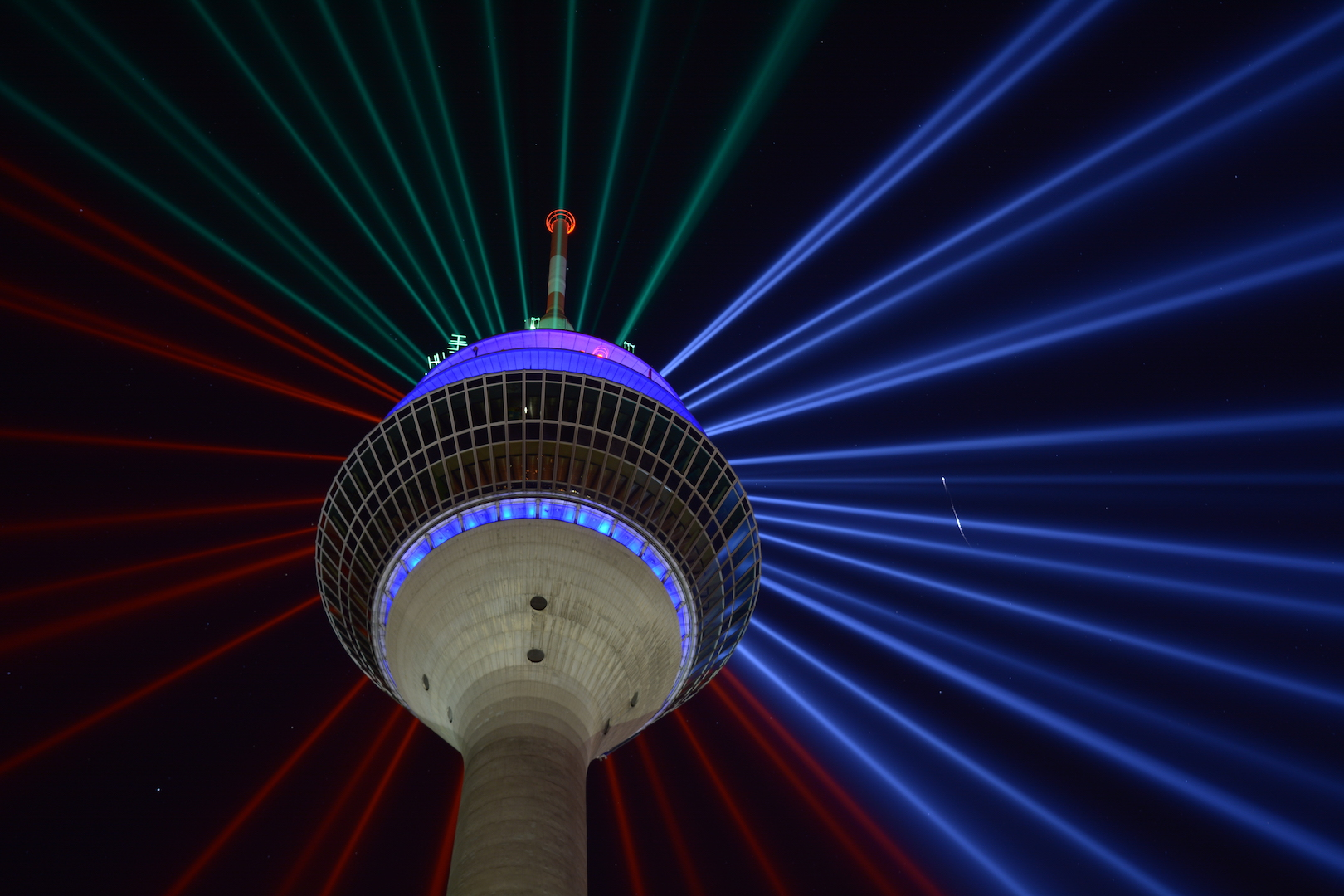
Rheinturm Düsseldorf nel 70º anniversario dello stato: NRW Illuminazione con cometa

La città è nota per essere un importante polo fieristico di importanza internazionale: è il sesto più grande avendo una superficie espositiva di circa 204000 m² suddivisi in 15 strutture. Il programma annuale ha 42 eventi che richiamano, all'incirca, 23 000 espositori e 1 500 000 di visitatori.
Tra le più rilevanti si segnalano:
- ProWein, il luogo d'incontro per tutti gli enologi e i professionisti del vino.
- K è la fiera mondiale dei produttori e industrie del settore della plastica e delle gomme. Ha svolgimento triennale.
- L'Interpack, che si svolge ogni tre anni, è la più importante fiera al mondo per l'industria dell'imballaggio, impacchettamento e macchine per l'industria dolciaria.
- Ogni 3 anni, durante l'ultima settimana di febbraio, si svolge Euroshop, fiera d'importanza mondiale per il commercio al dettaglio, il design per negozi e per il marketing.
- TUBE: un importante incontro di fama mondiale per tutti i produttori e utilizzatori di tubi per le più diverse produzioni.
- Ogni quattro anni viene allestita la Drupa, la più importante fiera mondiale per l'industria della stampa. L'edizione del 2008 si è tenuta dal 29 maggio all'11 giugno.
- La CPD ha luogo due volte l'anno, è una fiera della moda (abiti, accessori, calzature, oggettistica inerente al look, tessuti e materiali, cosmetica e acconciature) di livello internazionale, dove un po' tutta Europa viene a dare uno sguardo per orientarsi sulle ultime tendenze della moda.
- Annualmente nel centro fieristico "Messe" ha luogo, nel mese di gennaio, il salone nautico "boot", e nel mese di novembre, la fiera "Medica" destinata al settore medicale ed ospedaliero; è considerata una delle più importanti a livello mondiale.
- In questi ultimi anni, Düsseldorf è stata scelta come meta fissa per il Sensation White, ogni 31 dicembre.
- Dal 10 al 14 maggio 2011 la città ha ospitato, nella Esprit Arena, la 56º edizione dell'Eurovision Song Contest.

### Carnevale

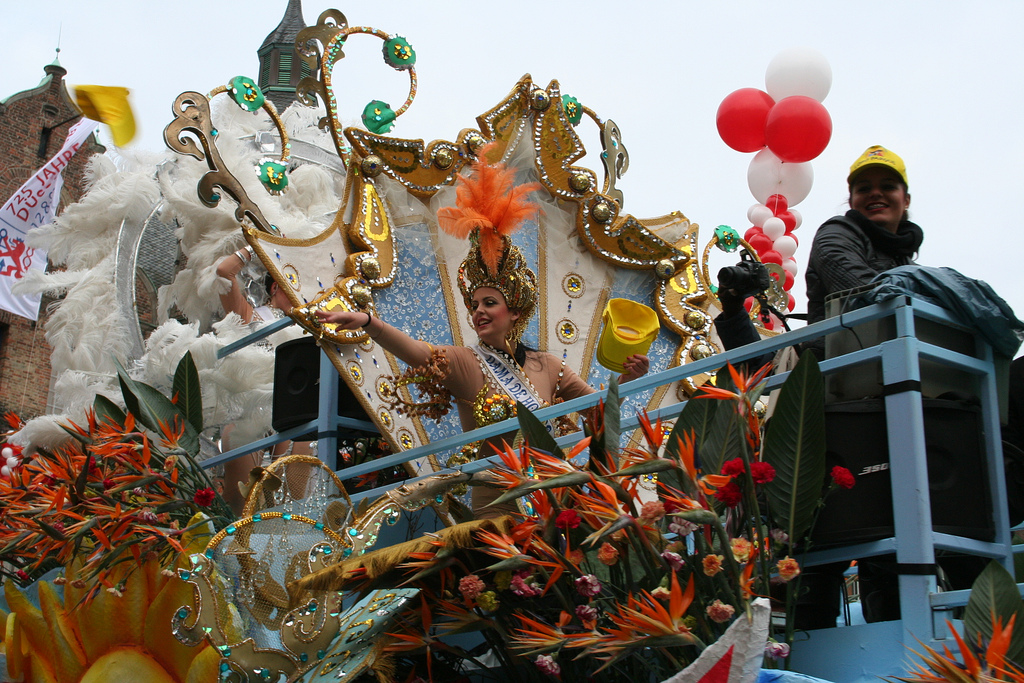
Corteo di carnevale a Düsseldorf

Uno dei maggiori eventi culturali di Düsseldorf è il Karneval (detto anche “quinta stagione”), che inizia ogni anno l'11 novembre alle ore 11 e raggiunge il suo culmine il Rosenmontag (lunedì delle rose), con una grande sfilata per le strade di Düsseldorf. Il Karneval termina il Aschermittwoch (Mercoledì delle Ceneri).

### Arte
La città è anche sede di Kunstakademie Düsseldorf, una famosa Accademia d'arte che fu uno dei centri maggiori del nascente romanticismo tedesco e diede vita alla cosiddetta Scuola di Düsseldorf.

### Musica
Düsseldorf è considerata una delle culle della musica elettronica conosciuta come krautrock, sviluppatosi in città tra la fine degli anni sessanta e la metà degli anni ottanta. Furono molti i musicisti tedeschi di estrazione rock o beat che in quegli anni confluirono a Düsseldorf per esplorare nuove frontiere musicali con l'uso di strumenti elettronici, in particolar modo del sintetizzatore. Tra i più importanti musicisti della scena krautrock che si distinsero in città vi furono i gruppi Neu!, Kraftwerk, Cluster, Deutsch-Amerikanische Freundschaft, La Düsseldorf, Rheingold, Der Plan e Die Krupps. Di rilievo anche la figura di Conny Plank, che oltre ad essere un musicista divenne il più importante produttore musicale e ingegnere del suono del movimento.

### Premi letterari
Il Förderpreis für Literatur der Landeshauptstadt Düsseldorf è un Premio letterario tedesco donato dal Comune di Düsseldorf nel Land tedesco della Renania Settentrionale-Vestfalia. Il Premio assegnato a opere letterarie che trattino in qualche modo della città di Düsseldorf viene assegnato dal 1972 da parte del Consiglio della città. Il Förderpreis für Literatur der Landeshauptstadt Düsseldorf è dato una volta all'anno per artisti e gruppi, in particolare nelle sezioni di Poesia, Finzione, Recensione e Traduzione.

## Monumenti e luoghi d'interesse

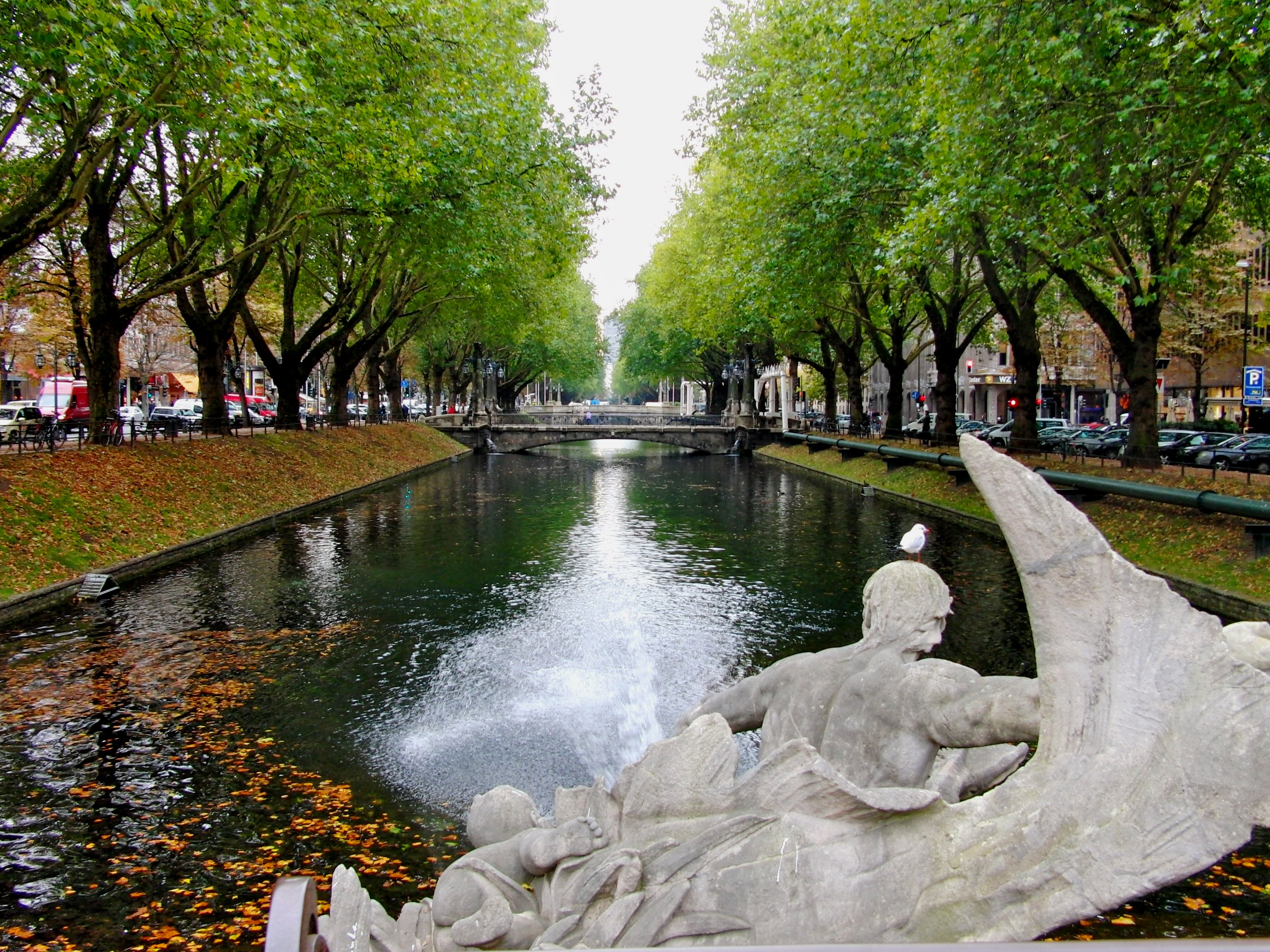
La Königsallee, situata nel Distretto 1, nel quartiere Stadtmitte.

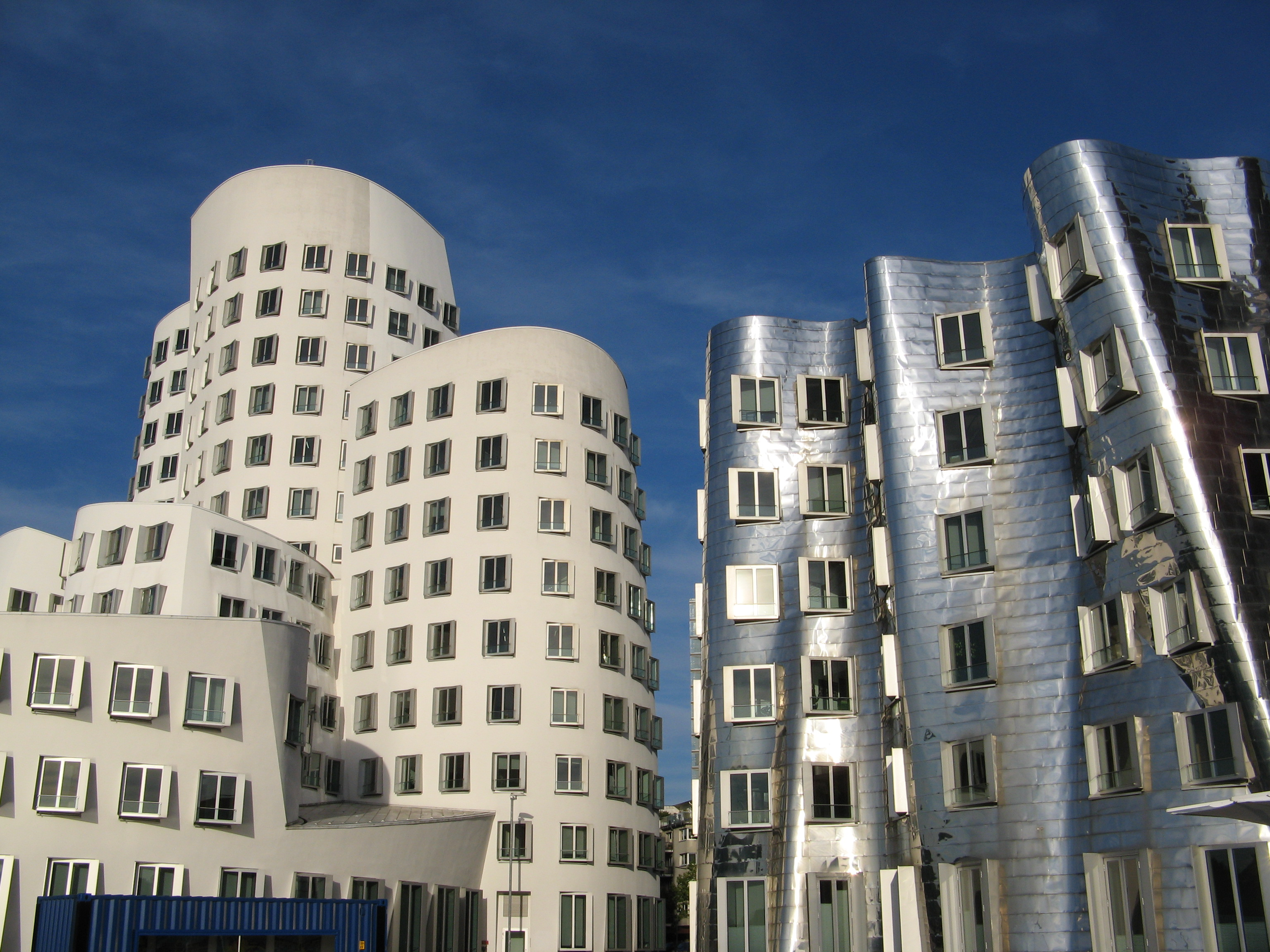
Dettagli della facciata del Medienhafen

La Königsallee nel centro cittadino è considerata una delle più eleganti e lussuose strade d'Europa.
Düsseldorf è famosa per ospitare la più grande comunità giapponese d'Europa: per onorare questa presenza si tiene ogni anno il 4 ed il 5 maggio il Japan-Tag (Giorno del Giappone), un festival che attira più di un milione di turisti.
A nord della città, si trova il castello di Kalkum, dimora storica della potente famiglia dei conti Hatzfeld. Il complesso fu costruito nel XII secolo a partire dai resti di una fortezza medievale più antica. Nel corso dei secoli successivi, intorno ad esso è sorto un quartiere residenziale immerso nel verde e vicino all'aeroporto cittadino. Il castello di Kalkum ospita la sede dell'Archivio di Stato del länder della Renania Settentrionale-Vestfalia.
Di notevole interesse storico è l'Altstadt, la città vecchia di Düsseldorf.
Fra gli edifici di maggior interesse si annoverano:
- Chiesa di St. Lambertus
- Palazzo Jägerhof, antica residenza principesca
- Chiesa barocca di St. Andreas (1622-1629)
- Il municipio
- Palais Wittgenstein
- Castello di Benrath
- Deutsche Oper am Rhein
- Rheinturm
- Colorium

### Musei
- Kunstsammlung Nordrhein-Westfalen
- Museum Kunstpalast
- Kunstakademie Düsseldorf

## Geografia antropica

### Suddivisioni amministrative
Düsseldorf è suddivisa in 10 distretti urbani (Stadtbezirk), a loro volta suddivisi in quartieri (Stadtteil):
| Distretto | Superficie | Abitanti | Quartieri                                                                      |
| 1         | 11,35 km²  | 74 875   | Altstadt, Carlstadt, Stadtmitte, Pempelfort, Derendorf, Golzheim               |
| 2         | 7,18 km²   | 56 207   | Flingern Süd, Flingern Nord, Düsseltal                                         |
| 3         | 24,2 km²   | 109 320  | Friedrichstadt, Unterbilk, Hafen, Hamm, Volmerswerth, Bilk, Oberbilk, Flehe    |
| 4         | 12,77 km²  | 39 582   | Oberkassel, Heerdt, Lörick, Niederkassel                                       |
| 5         | 50,9 km²   | 32 358   | Stockum, Lohausen, Kaiserswerth, Wittlaer, Angermund, Kalkum                   |
| 6         | 19,49 km²  | 58 988   | Lichtenbroich, Unterrath, Rath, Mörsenbroich                                   |
| 7         | 27,91 km²  | 44 119   | Gerresheim, Grafenberg, Ludenberg, Hubbelrath                                  |
| 8         | 21,04 km²  | 56 523   | Lierenfeld, Eller, Vennhausen, Unterbach                                       |
| 9         | 36,57 km²  | 89 162   | Wersten, Himmelgeist, Holthausen, Reisholz, Benrath, Urdenbach, Itter, Hassels |
| 10        | 5,59 km²   | 24 909   | Garath, Hellerhof                                                              |

### Demografia

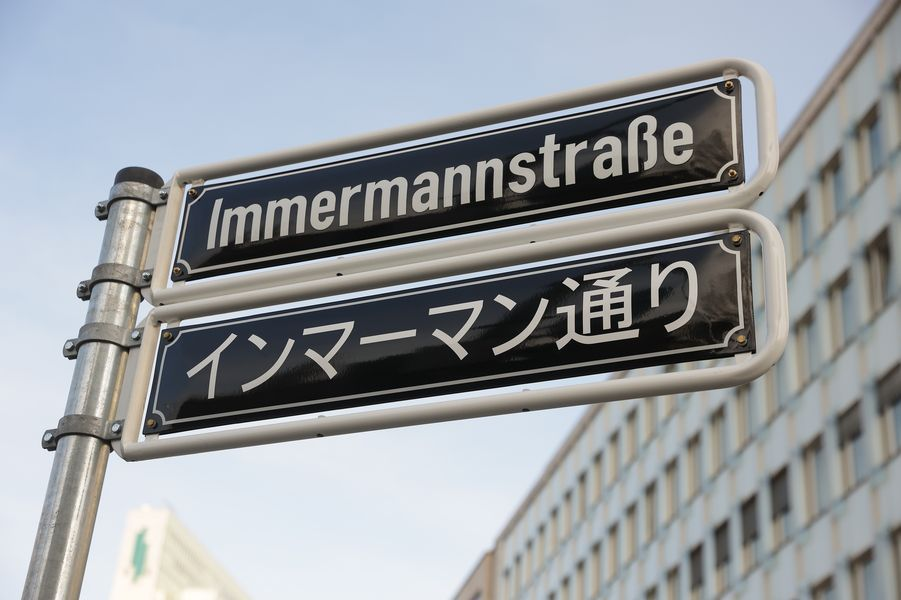
Segnaletica stradale bilingue, in tedesco e giapponese

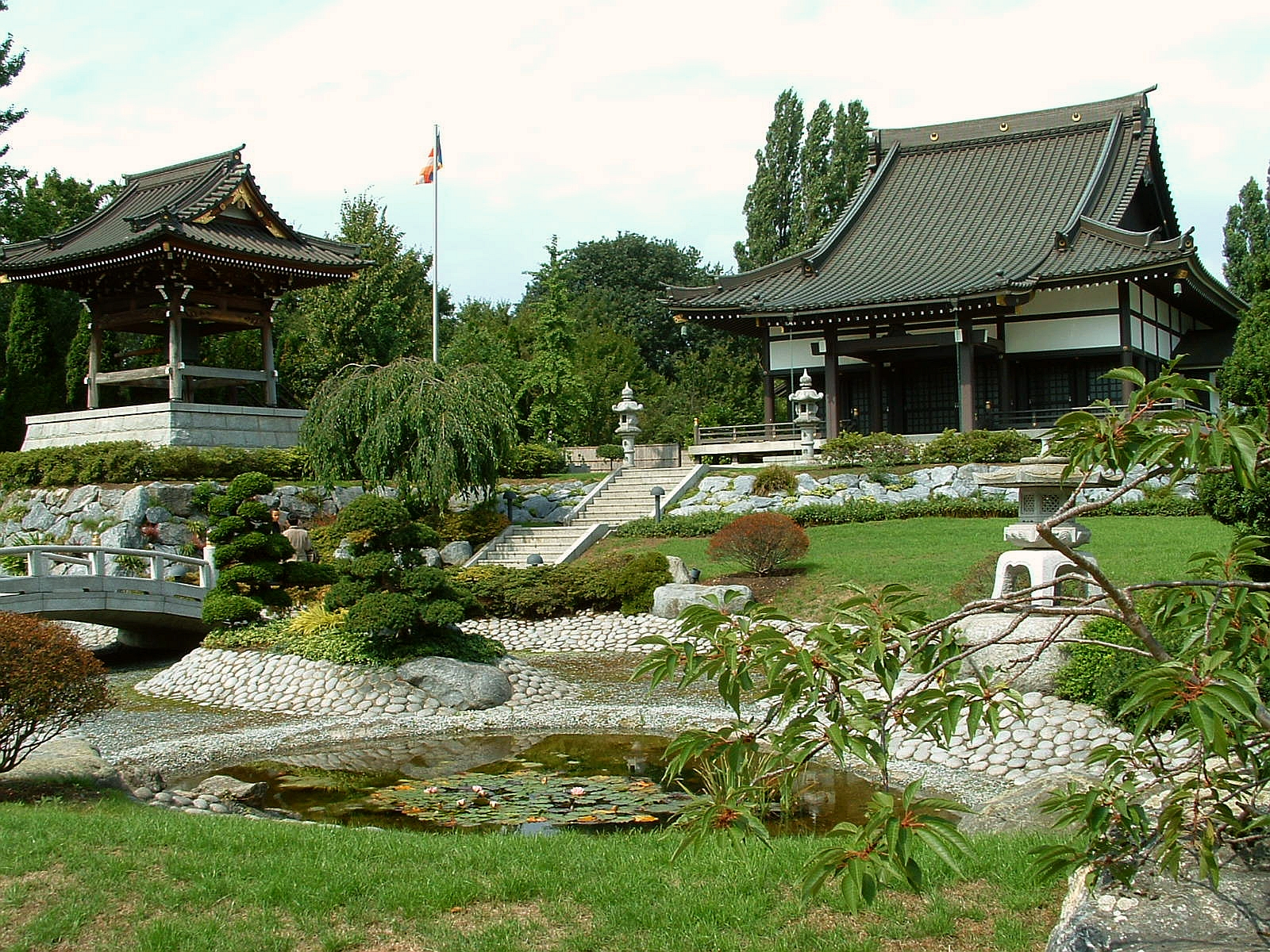
Il centro culturale Eko Haus, segno tangibile della comunità giapponese

Con una popolazione di 653.253 abitanti entro i confini della città (31 dicembre 2022), Düsseldorf è la sesta città più grande della Germania. La sua popolazione ha superato la soglia dei 100.000 abitanti durante l'apice dell'industrializzazione nel 1882 e ha raggiunto un picco di poco più di 705.000 abitanti nel 1962. In seguito la città ha iniziato a perdere abitanti, molti dei quali si sono trasferiti nei comuni limitrofi. Dalla fine degli anni '90, tuttavia, la popolazione della città è tornata a crescere lentamente.
Nel 2019, la popolazione straniera di Düsseldorf raggiunse 152.255 persone, pari al 23,6% della popolazione
Düsseldorf ha la terza comunità ebraica più grande della Germania, con circa 7.000 membri.
Dagli anni '60 esiste un forte legame tra la città e il Giappone. Molte banche e società giapponesi hanno la loro sede europea a Düsseldorf - così tante che Düsseldorf ha la terza più grande comunità giapponese in Europa, dopo Londra e Parigi.
La comunità giapponese è così ben integrata che nel quartiere di Niederkassel, sulla riva sinistra del Reno, si trova l'unico tempio buddista della tradizione Jōdo-Shinshū in Europa, situato sul terreno della Ekō-Haus giapponese, centro culturale fondato nel 1993.

## Economia

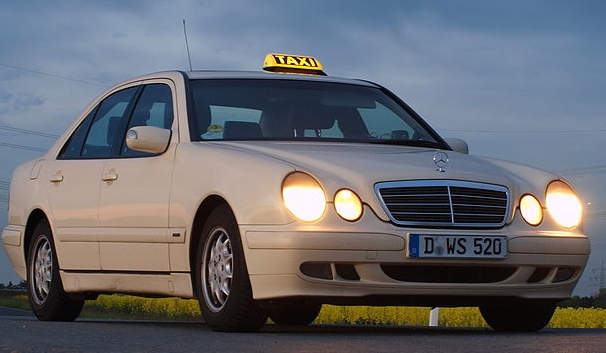
Taxi ufficiale sempre con colore avorio

Le principali attività economiche sono le industrie dei trasporti e della gomma, le raffinerie, la finanza e i servizi Internet e di telefonia. Alcune delle più prestigiose società del paese hanno qui la loro sede: METRO, Uniper, Henkel, West LB, Rheinmetall, Peek & Cloppenburg, Trivago e altri. Düsseldorf ospita inoltre numerose fiere industriali e commerciali.
Fino al 2016 ospitava anche la sede della E.ON, poi spostata a Essen.

## Infrastrutture e trasporti
L'Aeroporto di Düsseldorf è uno dei più grandi aeroporti tedeschi e la città ha un porto commerciale sul fiume Reno.
A Düsseldorf ci sono due stazioni ferroviarie che prevedono la fermata dei treni a lunga percorrenza e degli ICE: la stazione centrale (Düsseldorf Hauptbahnhof) e quella dell'aeroporto. In più possiede l'importante stazione regionale di Benrath e altre 22 stazioni per la S-Bahn Reno-Ruhr.
Nel traffico merci, dopo la chiusura della sua stazione di smistamento a Derendorf, ha perso molta della sua importanza, cedendo la gestione del traffico merci nella regione alla vicina Neuss.
Oltre alla ferrovia, Düsseldorf ha una fitta rete di trasporto pubblico locale, con molte linee metrotranviarie, tram e autobus. Il trasporto pubblico in città è gestito dalle società Rheinbahn, Regiobahn GmbH e Deutsche Bahn. Tutte le linee si possono usare a prezzi uniformati all'interno della comunità tariffaria Rhein-Ruhr. Per i viaggi verso Leverkusen e Colonia vale dal 1º febbraio 2005 la tariffa della vicina comunità tariffaria Rhein-Sieg.

## Amministrazione

### Gemellaggi
- Reading, dal 1975[23]
- Chemnitz, dal 1988
- Haifa, dal 1988[24]
- Varsavia, dal 1989
- Mosca, dal 1992
- Chongqing, dal 2004
- Palermo, dal 2015

Amicizie:
- Tolosa
- Chiba

## Sport
La principale squadra di calcio della città è il Fortuna Düsseldorf. Campione di Germania nel 1933, attualmente milita nella seconda divisione tedesca (2. Fußball-Bundesliga). Nel 2005 è stato inaugurato il nuovo stadio, con una capacità di 51 500 posti a sedere, la LTU Arena, dal nome di una locale compagnia aerea low cost la LTU. Nel 2009 lo stadio ha assunto la denominazione Esprit Arena, mentre in occasione dell'Eurovision Song Contest 2011 la denominazione dello stadio è stata Düsseldorf Arena. Düsseldorf è stata una delle città ospitanti del mondiale FIFA del 1974 nel vecchio Rheinstadion, che è stato demolito nel 2002 e che ospitava anche gli incontri casalinghi delle coppe europee del Borussia M'gladbach, data la ridotta capacità del Bökelbergstadion di Mönchengladbach.
Il Rochusclub di Düsseldorf ospita dal 1978 la World Team Cup di tennis (torneo per nazioni).
Altri sport praticati in città sono l'hockey su ghiaccio (il club locale è il DEG Metro Stars, ex DEG - Düsseldorfer Eislauf Gemeinschaft, che gioca le partite casalinghe nel nuovo ISS-Dome) e il football americano. I Düsseldorf Panther sono una delle squadre più prestigiose in Germania, con sei titoli nazionali vinti e un Eurobowl nel 1995. I Rhein Fire sono stati uno dei club della NFL Europa e hanno vinto il World Bowl due volte nel 1998 e nel 2000.
Anche il tennistavolo è praticato (il Borussia Düsseldorf è una delle squadre tedesche di maggiore successo con il campione Timo Boll), insieme alla pallamano (HSG Düsseldorf), al basket (Giants Düsseldorf), al baseball (Düsseldorf Senators) e alla danza (Rot-Weiß Düsseldorf).
A Düsseldorf sono state organizzate varie gare di sci di fondo valide per la relativa Coppa del Mondo.